# Razstava
Razstava je prireditev, na kateri so umetniški ali drugi predmeti postavljeni na ogled obiskovalcem. Najpogostejši razstavani prostori so galerije, muzeji, različne avle, pa tudi lokacije na prostem: parki, ulice, ipd. Razstave so praviloma organizirane tematsko in predstavljajo skupino umetniških izdelkov, ki jih družijo podobne karakteristike (ciklus del enega avtorja, zbirka tematsko povezanih predmetov, skupina rastlin, kronološko urejene razstave, itd.). 
Pogosto izraz »razstava« tolmačimo kot prireditev, na kateri so na ogled postavljeni novi oz. malokrat razstavljeni predmeti, starejše ali dlje razstavljene predmete v okviru razstavnega prostora pojmujemo kot stalno razstavo. 